# Festival Cabo de Plata
Cabo de Plata es un festival de música español que se celebra en el municipio costero de Barbate (Cádiz, España) desde el año 2016. Comprende artistas en su mayoría de ámbito nacional, en general de estilos fusión, abarcando el flamenco pop, el reggae, el hip hop o el rock.

## Ediciones

### 2016
| Día                | Artistas |
| ------------------ | --- |
| Viernes 1 de julio | Ciclonautas, Suite Soprano, Dactah Chando, Sínkope, Putolargo y Legendario, Mario Díaz, Canteca de Macao, Green Valley, La Pulquería, Berri Txarrax, Mellow Mood, Rozalén, Boikot, Toteking con Shotta & DJ Nexxa, Morodo & Okoume Lions, O´Funk´illo, La Puta Opepé, The Locos.                                                                    |
| Sábado 2 de julio  | El Callejón del Loko, Los chicos de la lluvia, Peranoia, Triana, Mediterranean Roots, Sondenadie, Emeterians & Forward Ever Band, El Kanka, Hora Zulú, Gordo Master, Tomasito, Mártires del Campós, Rayden·Mediyama·Mesh, Miguel Campello, Narco, Sho - Hai & Xhelazz, Riderumba, Fyahbwoy & Forward Ever Band, El Tío de la Careta, SFDK, Duo Kie. |
| Domingo 3 de julio | Soen & Fransinaka & DJ Blacksheep, Malaka Youth, Funkiwi´s, Foyone, Little Pepe, Gritando en silencio, Capitán Cobarde, Reincidentes, Sr. Wilson, Natos y Waor, Marina - Ojos de Brujo, El Canijo de Jerez, Los Chikos del Maíz, Chambao, La Raíz, Nach, Chronixx, Talco, General Levy, Eskorzo, Les Castizos.                                      |

### 2017
| Día                | Artistas |
| Jueves 6 de julio  | Canteca de Macao, Antílopez, Che Sudaka, El Vega life, Funkiwi´s, El rey de las ratas, Mojinos Escozios, Sôber, Txarango, Inconscientes, Bocanada, General Levy, Shabu backed by Malaka Youth, Lágrimas de sangre, Iseo & Dodo sound, Beret, Foreign Beggars, Hablando en plata, Dellafuente & Maka, Elphomega, Haze, Peranoia, Gomad! & Monster, Dodosaund live, Alameda sound, Legalize sound, Greenlight sound system.                          |
| Viernes 7 de julio | Kiko Veneno, Trashtucada, El Kanka, Aslándticos, La selva del sur, Malamanera, Talco, La fuga, Tomasito, Poncho K, Iratxo, Fuel Fandango, Alberto Gambino & Glaç, Irie Souljah, Ras Kuko & One XE Band, Jaume Mas, 7 notas 7 colores, Dremen, C. Tangana, ZPU, Recycled J, Space Elephants, Green Light Soundsystem ft. Alex Bass, South vibes sound system.                                                                                       |
| Sábado 8 de julio  | Miguel Campello, Marina - ojos de Brujo, Terrakota, El niño de la hipoteca, La sra. Tomasa, Salistre, Riot Propaganda, Reincidentes, Desakato, The locos, G. A. S. Drummers, Alpha Blondy, Hermano L & Rootskank squad, Emeterians & forward ever brand, Mediterranean Roots, El tío de la careta, Kase. O, Rayden, Nikone, Putolargo y Legendario, Gordo Master, Sule B, The zombie kids, Roots selectors, Greenlight sound system ft. Alex Bass. |

### 2018
| Día                | Artistas |
| Jueves 5 de julio  | La Raíz, Miguel Campello, Fyahbwoy & Forward Ever Brand, Green Valley, The Zombie Kids, Rulo y la Contrabanda, Assekes, Natos y Waor, Sho - Hai, Recycled J, Batracio, Frida.                                                                |
| Viernes 6 de julio | Steve Aoki, SFDK, Muchachito y la Banda del Jiro, Beret, Space Elephants, Trashtucada, Tomasito, O´Funk´illo, El niño de la hipoteca, The Vibrowaves, Tote King, Dellafuente, Shotta, Kaze, The Carnamaleantes.                              |
| Sábado 7 de jul    | Juanito Makandé, El Canijo de Jerez, Morodo & Okoumé Lions, No me pises que llevo chanclas, Les Castizos, Narco, Lágrimas de sangre, Sínkope, Sexy Zebras, Caye Cayetana, C. Tangana, Ayax y Prok, Little Pepe, Bejo & DJ Pimp, Soge Culebra |

### 2019
| Día                 | Artistas |
| Jueves 25 de julio  | Nach, Dubioza Kolectiv, Kidd Keo, La Fuga, Lola Índigo, Rels B, Talco, Alamedadosoulna, Che Sudaka, El último ke cierre, Fernandocosta, General Levy, Muerdo, Nikone, Soge Culebra, Dante y Blake, La Regadera, Machete en boca.                                              |
| Viernes 26 de julio | Orishas, El Canijo de Jerez, Maikel Delacalle, Maka, Sho - Hai, Yellow Claw, Antílopez, Arce, Bohemian Betyars, Boikot, Foyone, Gritando en silencio, Hora Zulú, Kaydy Cain, Muyayo Rif, Rapsusklei, Rayden, Ms Nina.                                                         |
| Sábado 27 de julio  | Juanito Makandé, Natos y Waor, Bad Gyal, Eskorzo, Iseo & Dodosound, La M.O.D.A., La Pegatina, Especial show: Locoplaya + Bejo + Don Patricio, Pendulum, El niño de la Hipoteca, Falsalarma, Juancho Marqués, Mario Díaz, Recycled J, Malaka Youth, Mr. Kilombo, Todo el rato. |